# Ford OHC
Ford OHC bezeichnet eine Baureihe von Viertakt-Ottomotoren des Automobilherstellers Ford. Es handelt sich um einen Reihenvierzylinder aus Grauguss mit Zahnriemenantrieb und obenliegender Nockenwelle „(OHC)“. In Europa wurde der Motor ab der dritten Baureihe des Ford Cortina und im Ford Taunus eingesetzt und ersetzte die V4-Motortypen Essex und Köln, die Verwendung war jedoch nicht nur auf den europäischen Markt beschränkt. Es war der erste Großserienmotor von Ford mit Zahnriemenantrieb.
Ab den 1980er Jahren wurde der Motor schrittweise durch die neueren Motortypen DOHC 8V/16V, CVH und Zetec ersetzt.
Bekannt wurde der Motor auch als Pinto, benannt nach dem Ford Pinto, für den das Aggregat ursprünglich entwickelt wurde.

## Ausführungen
Der Motor war in fünf verschiedenen Hubraumgrößen verfügbar (1,3, 1,6, 1,8, 2,0 und 2,3 Liter). Der 2,3-Liter-Motor, auch als Lima OHC bekannt, wurde ausschließlich in Nord- und Südamerika angeboten. Für den Markt in Nordamerika war der Lima OHC auch mit Turbolader verfügbar.

### Verwendung in Europa
- Ford Taunus
- Ford Escort
- Ford Cortina
- Ford Capri
- Ford Sierra
- Ford Granada
- Ford Scorpio
- Ford Transit
- Ford Econovan

### Verwendung Nord- und Südamerika
- Ford Pinto
- Ford Taunus, Ford Sierra Argentinien
- Ford Falcon Argentinien
- Ford Aerostar
- Ford Courier
- Ford Ranger / Mazda B-Serie (Nordamerika)
- Ford Mustang
- Ford Maverick Brasilien
- Ford Jeep CJ-5 Brasilien
- Ford Rural Brasilien
- Ford Fairmont
- Ford Mustang II, TurboGT (W Code); SVO
- Mercury Bobcat
- Mercury Capri
- Mercury Zephyr
- Ford LTD (Optional)
- Merkur XR4Ti
- Ford Thunderbird Turbo Coupe
- Mercury Cougar XR7
- Capri Turbo RS 1983/1984

Eine im Hubraum auf 2,5 Liter vergrößerte Version des Lima OHC mit verbesserten Zylinderköpfen zur Kraftstoffeffizienz und Abgasverringerung wurde zwischen 1998 und 2001 im Ford Ranger und Mazda B 2500 für Nordamerika eingebaut.

## Weiterentwicklung

### Cosworth

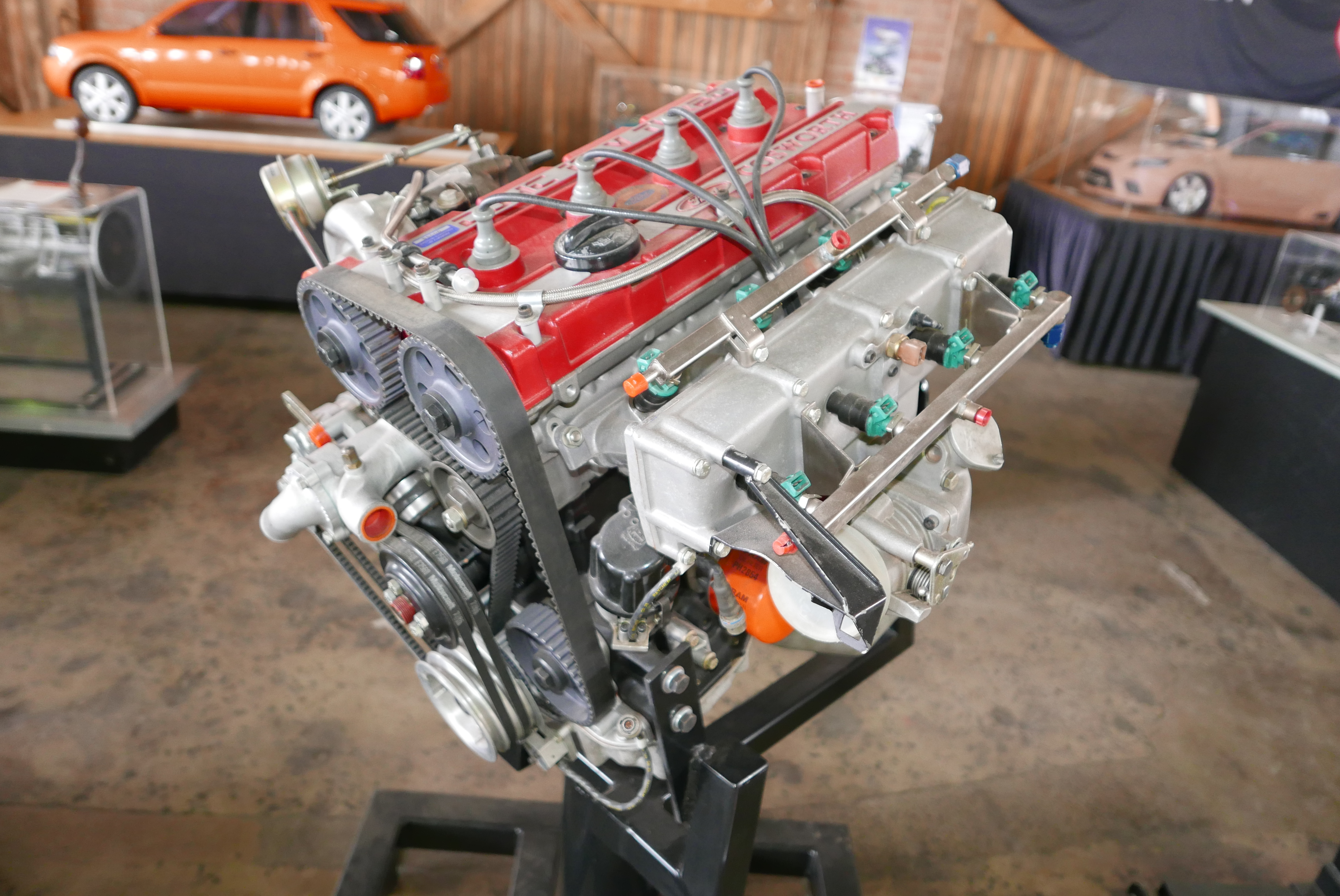
Motor eines Ford Sierra RS500

Der Motorblock des Ford OHC ist die Basis für den Cosworth-YB-Motor. Die britische Firma Cosworth entwickelte in Eigenregie einen 16V-Zylinderkopf mit zwei obenliegenden Nockenwellen für den Motorblock des OHC. Dieser Zylinderkopf wurde von Ford im Hinblick auf Motorsportaktivitäten in die Serienproduktion des Ford Sierra übernommen. Der ausschließlich mit Turboaufladung angebotene Motor wurde sowohl im Sierra als auch im Escort RS Cosworth angeboten. Mit diesem Motor erreichte Ford unzählige nationale und internationale Einzelsiege und Meisterschaften im Tourenwagen- und Rallyesport. Die größten Erfolge waren der Start-Ziel-Sieg beim 24-Stunden-Rennen auf dem Nürburgring 1987 von Klaus Ludwig, Klaus Niedzwiedz und Steve Soper und der Fahrertitel der DTM 1988, ebenfalls für Klaus Ludwig.